# Haubenfruchttaube
Die Haubenfruchttaube (Lopholaimus antarcticus) auch Hauben-Fruchttaube ist eine in Australien heimische Taubenart. 

## Merkmale

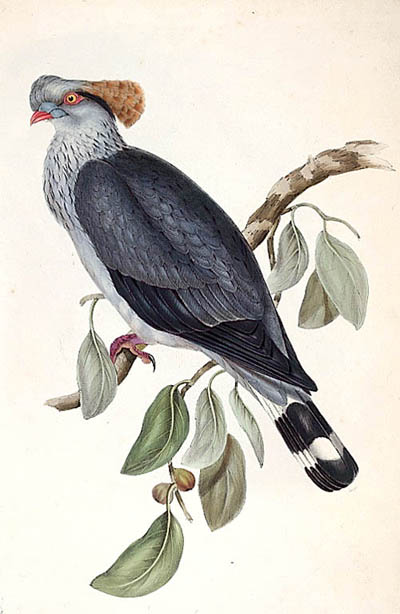
Haubenfruchttaube, Lithographie aus The Birds of Australia vol. V, 1848 von Elizabeth Gould

Die Vögel erreichen eine Größe zwischen 40 und 46 Zentimetern. Charakteristisch für die Art ist eine hellgraue Brust, dunkelgraue Flügel und ein schieferartiger schwarzer Schwanz mit einem hellgrauen Band. Der Schnabel ist rotbraun. Ferner hat die Taube einen abgeflachten, breiten und pfeilförmigen Federkamm, der einer Haube ähnelt, die vom Schnabel bis zum Nackenansatz verläuft. Diese Haube besteht vorne aus grauen Federn und ist hinten rotbraun.
Die Jungtiere sind etwas schlichter gefärbt. Sie haben einen braunen Schnabel und das Band auf ihrem Schwanz ist nicht deutlich.

## Lebensraum
Die Haubenfruchttaube wird gewöhnlich in Trupps beobachtet, die aus bis zu einigen Hundert Tieren bestehen können. Sie sind gute Flieger und häufig über Regenwäldern und Senken anzutreffen, aber auch in Palmen, Feigen, in Eukalyptuswäldern und im Waldland. Sie leben überwiegend auf Bäumen, dort wird Nahrung gesucht und auch gebrütet. Der Wasserbedarf wird aus  Regentropfen auf Blättern gedeckt. Gelegentlich werden sie auch auf offenem Land auf Futtersuche gesichtet.
Das Verbreitungsgebiet dieser Art reicht von Cape York in Queensland bis zur Südküste von New South Wales. Jedoch hat man sie auch schon südlicher gesichtet, wie in Tasmanien und den Gippsland-Seen in Victoria.
Hauptsächlich ist diese Art im Gebiet der Regenwälder zu finden. Mit der zunehmenden Abholzung der Regenwälder sank auch ihr Bestand.

## Fortpflanzung
Die Fortpflanzung findet zwischen Juli und Januar statt, wenn die Nester normalerweise in den Baumkronen der Regenwälder errichtet werden. Diese bestehen aus langen und losen Zweigen. Nach der Fertigstellung dieses Nestes wird dann ein einziges großes, glänzendes Ei gelegt.